# روح الله جمعة إي
روح‌ الله جمعة إي (بالفارسية: روح الله جمعه ای) سياسي وصحفي إيراني. شغل منصب نائب وزير الداخلية ومستشار وزير جمهورية إيران الإسلامية. كما شغل منصب نائب مدير وكالة أنباء جمهورية إيران الإسلامية.
قال إن أحمدي نجاد والقصر الرئاسي الإيراني طلبا منه إعلان فوزه في
الانتخابات الرئاسية العاشرة لإيران قبل إغلاق صناديق الاقتراع من قبل وكالة أنباء إيرنا.    وقال إن 23٪ من المتظاهرين في إيران تعرضوا لإطلاق النار من مسافة قريبة خلال أشهر احتجاجات إيران 2019-20. وقال أن "بعض أعضاء لجان الأمن القومي والسياسة الخارجية بالبرلمان على علم بموضوع حصص البترول.   